# Єгипетська мау
Єгипетська мау (англ. Egyptian mau, MAU)  — порода кішок, що тривалий час зберігалася лише в межах своєї батьківщини (у Каїрі).

## Історія
Зображення плямистих кішок зустрічаються на давньоєгипетських барельєфах, у творах давньоєгипетського мистецтва. Слово «мау» у єгиптян означає «кішка». Уперше кішки породи єгипетська мау з'явилися на виставці в Італії в 1953 році, де їх демонструвала княгиня Трубецька. В 1956 році Трубецька емігрувала до США й взяла із собою декількох мау, як народжених у Єгипті, так і в її розпліднику. Американські заводчики приклали максимум зусиль для збереження чистоти породи. Бажаний вигляд породи реконструювали на основі вивчення давніх зображень і навіть мумій єгипетських кішок. Єгипетська мау як порода була визнана CFA в 1977 році, а в FIFE — в 1992 році. Подібна порода однойменною назвою розводилася у Великій Британії, однак походила вона від місцевих кішок, схрещених з орієнтальним, тому сьогодні належить до плямистих орієнтальних.
Порода єгипетська мау поширена в основному в Америці і є нечисленною. Походження кожної тварини повинне бути підтверджене в племінній книзі. Є рідкісною й нечисленною породою в Європі, де надають перевагу кішкам сріблястого забарвлення. Єгипетська мау становить інтерес для селекційної роботи і використовувалася для стабілізації інших порід, переважно каліфорнійської кішки, оцикета й бенгальської.

## Розмноження
Кошенята народжуються з добре вираженими плямами. У приплоді в середньому до 4 кошенят. Кішки виношують кошенят довше, ніж кішки інших порід, — від 63 до 73 днів.

## Характер
Єгипетські мау — це темпераментні, жагучі, дуже рухливі тварини. Вони не зносять самотності, товариські (але не такі, як абіссинські), люблять «поговорити», посидіти на руках. Легко навчаються. Добре ладнають з іншими тваринами. Гарні мисливці. Дуже люблять поїсти, майже не знають міри й схильні до ожиріння. До сторонніх ставляться насторожено.

## Зовнішній вигляд
Єгипетська мау — це тварина міцної будови тіла, за типом, що нагадує абіссинський. Тіло середньої довжини, граційне, з добре розвиненою мускулатурою. Задні ноги трохи довші, ніж передні. Кінцівки тонкі, витончені. Лапи невеликі, акуратні, округлої форми. Хвіст середньої довжини, широкий біля основи, трохи звужується до кінця.
Голова середньої довжини, клиноподібна, без пласких граней. Між чолом і спинкою носа є легкий вигин (без вираженого заглиблення). Вуха досить великі, насторожені, високо поставлені, широкі біля основи й помірно загострені на кінцях. Розташовані на досить великій відстані одне від одного. Іноді на вухах можуть бути китиці. Вушні раковини майже прозорі, рожевуваті, як морські черепашки. Очі великі, мигдалеподібної форми, посаджені трохи косо в напрямку до вух. Очі мають колір зеленої смородини (нестиглого аґрусу), але до 18 місяців допускається жовто-бурштиновий колір.
Хутро середньої довжини, густе, шовковисте, пружне, блискуче, ніжне. На волосках розташовуються 2-3 тикінгових кільця.

### Забарвлення
Сьогодні відомі 4 різновиди забарвлення мау з характерним малюнком таббі: сріблястий із плямами кольору деревного вугілля; медяний з темними плямами; димчастий — з тілом кольору деревного вугілля з білим підшерстям і темними плямами; олов'яний — з темно-сірими або коричневими плямами на блідому жовто-коричневому тлі.
Малюнок єгипетської мау: на морді малюнок «скарабей», лінії на чолі у вигляді літери М й у вигляді літери W на рівні вух, що проходять далі між ними в напрямку до задньої частини черепа (до потилиці), спускаються по шиї, а потім розпадаються на плями вздовж спини. Коли плями досягають задньої половини тіла, то знову зливаються й утворюють смугу. Перші дві довгі лінії підкреслюють очі, починаючись від їхнього куточка, і проходять уздовж вилиць («макіяж богині»). Від центру щоки другі лінії вигинаються догори, майже зустрічаючись з першими. Навколо шиї одне або кілька темнозабарвлених незамкнутих кілець-намист, на верхній частині передніх лап — півкільця, на рівні плечей, на стегнах і верхній частині задніх лап — малюнок у вигляді смуг або плям. Середина спини поцяткована краплями правильної видовженої або круглої форми (останній надається перевага), які розташовані на одній лінії аж до кінчика хвоста. Численні плями різного розміру й форми розташовані безладно по всьому тілу. Хвіст рівномірно вкритий кільцями. Кінчик хвоста забарвлений. Смугастість із явними парними плямами проглядається на ногах. На нижніх частинах тіла плями повинні контрастувати з відносно світлим забарвленням хутра. Малюнок повинен бути виражений і на шкірі.
Плями повинні контрастувати з основним тлом. Зрідка зустрічаються кішки із дрібними й численними цятками — так званим «форелевим» малюнком. Слизові оболонки, губи й подушечки лап забарвлені в тон основного кольору.

## Світлини

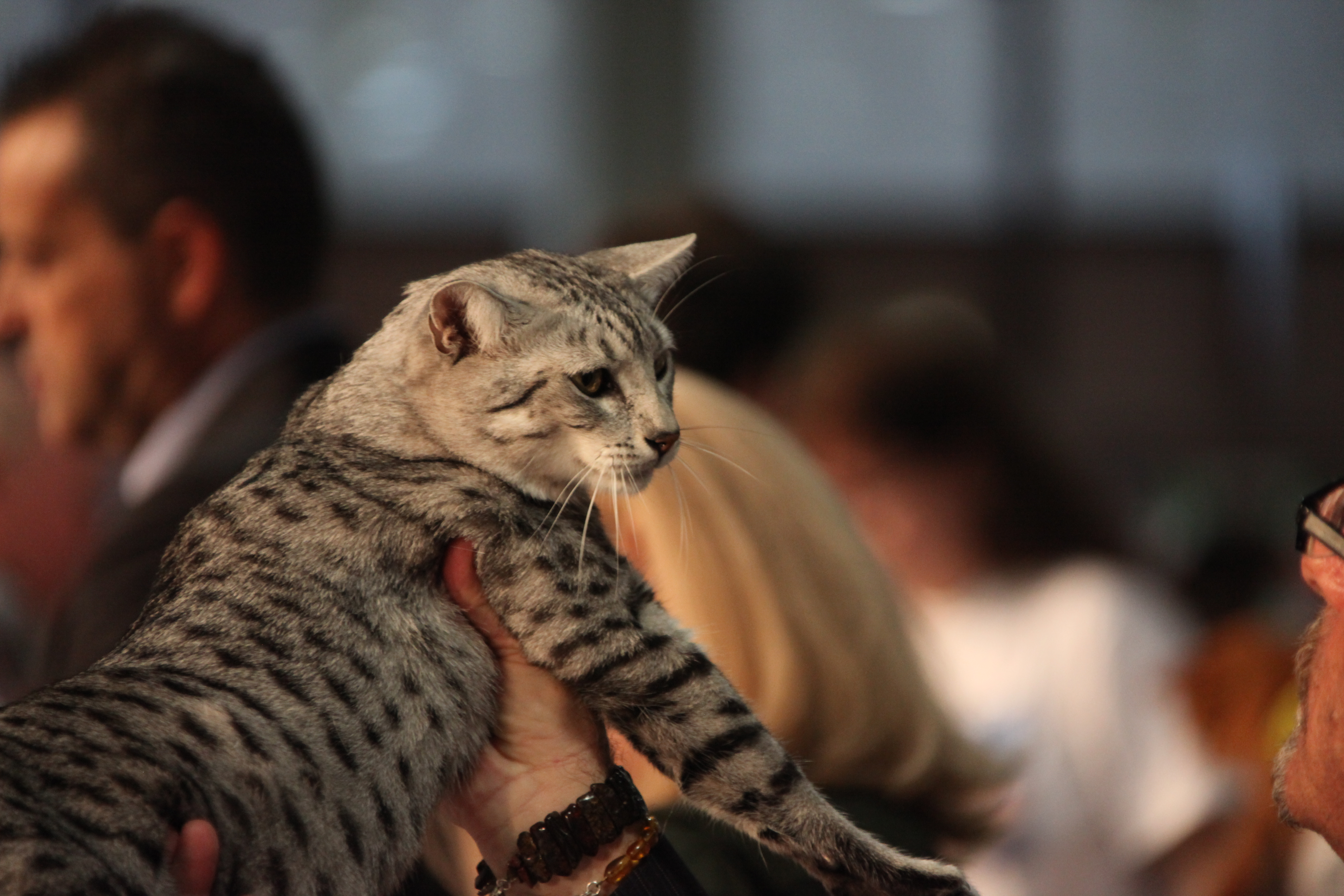
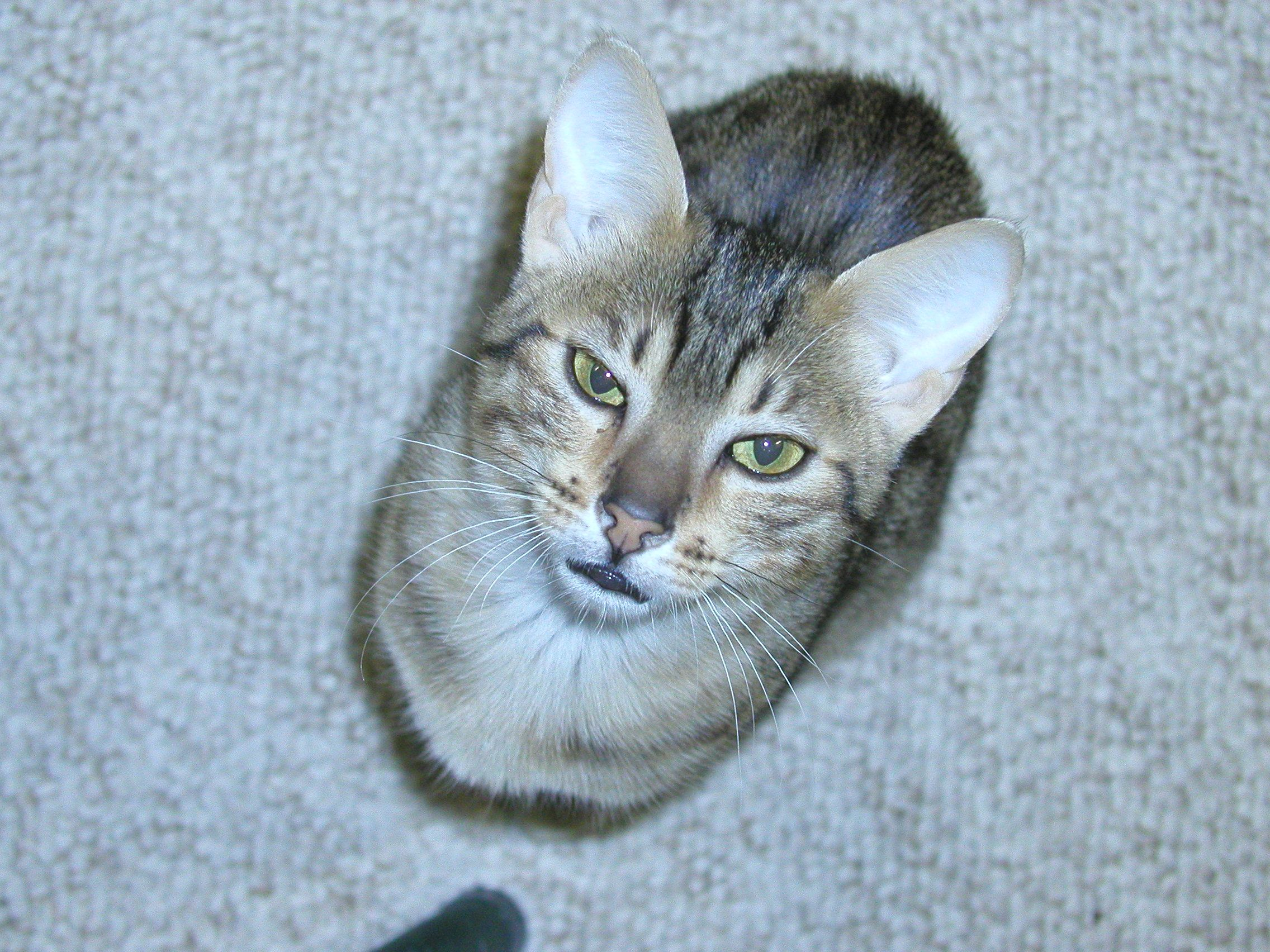
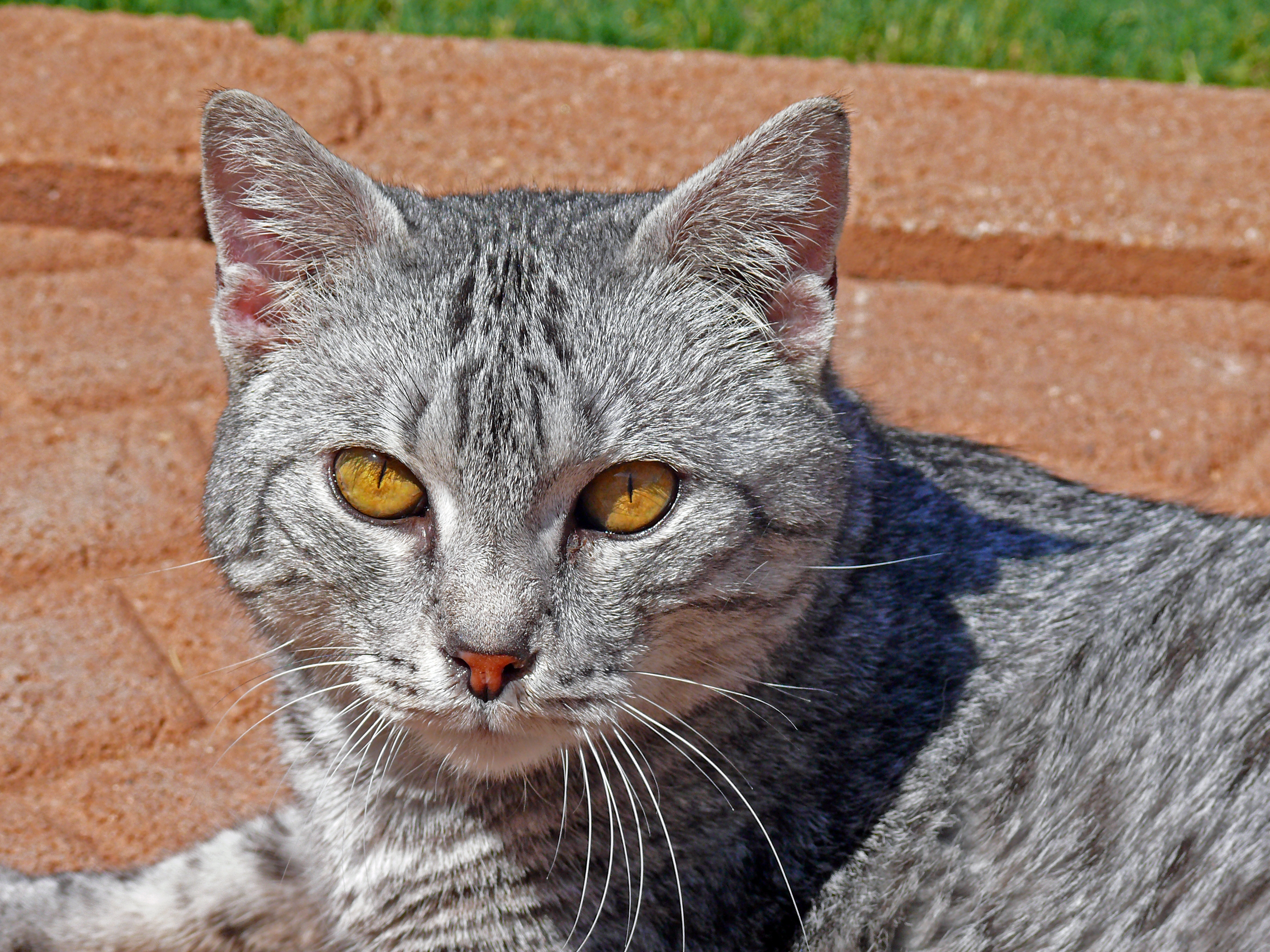
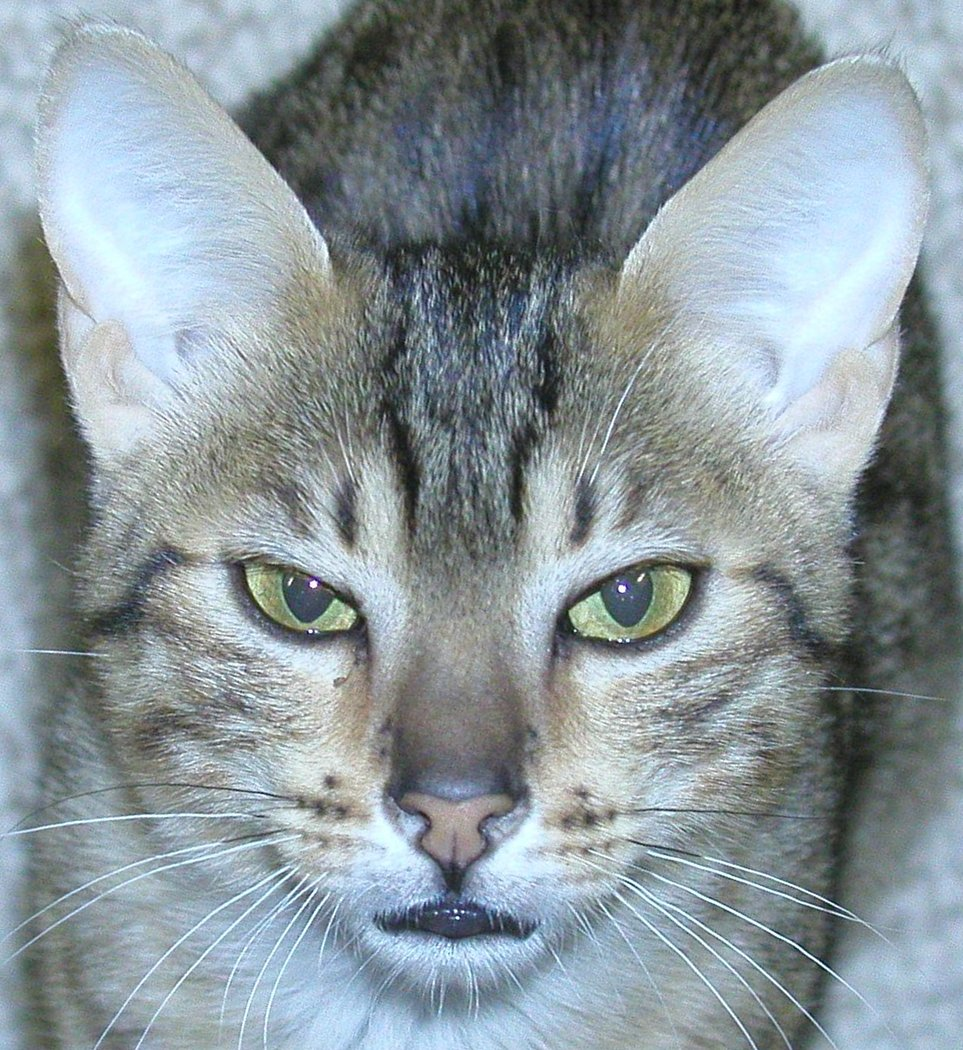
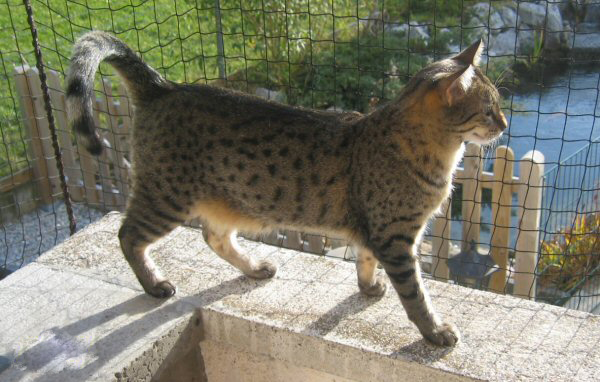
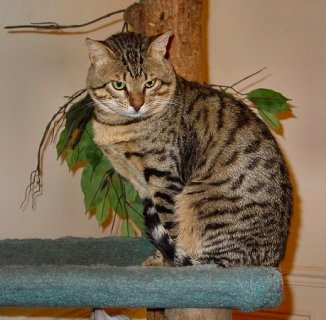